# Андрюхов, Илья Алексеевич
Илья Алексеевич Андрюхов (род. 25 мая 1990, Барнаул) — российский и немецкий хоккеист, вратарь клуба немецкой Оберлиги «Байройт Тайгерс». Мастер спорта России (2017).

## Биография
Начинал заниматься хоккеем в барнаульском «Моторе» (первые тренеры Д. П. Писарев и С. А. Неклюдов), был в школе «Сибири». Сезон 2006/07 провёл в «Локомотиве-2» Ярославль. Со следующего сезона — в системе мытищинского «Химика», играл в первой лиге за «Химик-2» (2007/08) и «Атлант-2» (2008/09), в МХЛ за «Мытищинских атлантов» / «Атлантов» Мытищи (2009/10 — 2011/12).
Выступал в ВХЛ за команды «Титан» Клин (2011/12), «Кубань» Краснодар (2012/13 — 2013/14), «Дизель» Пенза (2014/15, 2019/20), «Звезда-ВДВ» Дмитров и «Буран» Воронеж (2015/16), «Сокол» Красноярск (2016/17 — 2018/19), «Нефтяник» Альметьевск (2019/20).
В ноябре-декабре 2016 года провёл пять матчей за хабаровский «Амур» в КХЛ.
Играл за «Лёвен Франкфурт» (Германия, 2018/19), «Донбасс» Донецк (Украина, 2019/20 — 2020/21), «Арлан» Кокшетау (Казахстан, 2020/21).
Игрок немецких клубов «Криммичау Айспиратен» (2002/21), «Хайльброннер Фалькен» (2021/22 — 2022/23), «Диц-Лимбург», «Фиштаун Пингвинз», ФЕР Зельб (все — 2023/24), «Байройт Тайгерс» (с 2024).
Победитель хоккейного турнира Универсиады 2017 года.
Вратарь года в ВХЛ (2014/2015).